# Dusun Baru Pulau Tengah
Dusun Baru Pulau Tengah is een bestuurslaag in het regentschap Kerinci van de provincie Jambi, Indonesië. Dusun Baru Pulau Tengah telt 908 inwoners (volkstelling 2010).